# Перелік українських пам'ятників, що зазнали актів вандалізму та руйнувань у Польщі з 2014 року
Акти вандалізму та руйнувань українських пам'ятників у Польщі з 2014 — акти вандалізму та осквернення українських військових пам'ятників та могил в Польщі, скоєні польськими екстремістами.

## Перелік
| №        | Найменування пам'ятника | Місце знаходження пам'ятника                                                                     | Дата акту вандалізму | Опис акту вандалізму | Світлини |
| -------- | --- | ------------------------------------------------------------------------------------------------ | -------------------- | --- | -------- |
| 1        | Пам'ятник українця, мешканцям села Молодич, які загинули під час ІІ Світової війни та в післявоєнний час                      | с. Молодич, Ґміна В'язівниця, Ярославський повіт, Підкарпатське воєводство                       | 20-27 квітня 2014    | На греко-католицькому цвинтарі в Молодичі Ярославського повіту невідомі злочинці обмалювали червоною фарбою пам'ятник українській громаді та воїнам УПА |          |
| 2        | Пам'ятник УПА | с. Грушовичі, Ґміна Стубно, ЯрославськИЙ повіт, Підкарпатське воєводство                         | 2 березня 2014       | Невідомі злочинці осквернили символічну могилу вояків УПА у Грушовичах, на місці пам'ятника поховано 12 партизанів УПА. |          |
| 3        | Пам'ятник УПА | с. Грушовичі, Ґміна Стубно, ЯрославськИЙ повіт, Підкарпатське воєводство                         | 3 серпня 2014        | Представниками польської фашистської організації «Фаланга» осквернили символічну могилу вояків УПА у Грушовичах Ярославського повіту Підкарпатського воєводства. Були написано — «Смерть катам Волині і Донбасу», вульгаризми, а також перевернутий тризуб і фаланґа — символ радикальних польських рухів. 8 серпня 2014 року польська поліція в Перемишлі припинила попереднє розслідування вандалізму щодо пам'ятника у Грушовичах.                                                             |          |
| 4        | Пам'ятний знак на увічнення українських жертв комуністичних репресій. Присвячений мешканцям Вербиці, які загинули в лавах УПА | с. Вербиця, Ґміна Любича-Королівська, Томашівський повіт Люблінське воєводство                   | серпень 2014         | Невідомі злочинці пошкоджено пам'ятний знак, нанесені написи ксенофобського змісту. На гранітній плиті пам'ятника було викарбувано імена більше 100 осіб з написом: «Загинули в боротьбі за волю України». |          |
| 5        | Пам'ятник УПА | с. Грушовичі, Ґміна Стубно, Ярославський повіт, Підкарпатське воєводство                         | 20 вересня 2014      | Невідомі злочинці втретє осквернили символічну могилу вояків УПА. |          |
| 2015 рік | |                                                                                                  |                      | |          |
| 6        | Пам'ятник УПА | с. Грушовичі, Ґміна Стубно, Ярославський повіт, Підкарпатське воєводство                         | травень 2015         | Невідомими злочинцями пошкоджено символічну могилу вояків УПА. Демонтовано п'ять таблиць, зникли металеві елементи на стовпах, на яких вивішували прапори. Вандали порозкидали спалені свічки, лампадки та штучні квіти у синьо-жовтих барвах. На стовпах пам'ятника червоною фарбою намалювали символ «Польща бореться» («Polska Walcząca»). На пам'ятнику з'явився також вульгарний напис. Крім нього, на монумент нанесені перевернутий тризуб і фаланґа — символ радикальних польських рухів. |          |
| 7        | Пам'ятний знак воякам УПА на горі Монастир                                                                                    | Гора Монастир біля с. Верхрата, Любачівський повіт, Підкарпатське воєводство                     | липень 2015          | Невідомі злочинці розтрощили гранітну плиту з переліком 62-х воїнів УПА, котрі загинули 2 березня 1945 року у боротьбі з військами НКВС, та помалювали хрест на пам'ятнику в біло червоний колір. |          |
| 8        | Пам'ятний знак воякам УПА | с. Молодич, Ґміна В'язівниця, Ярославський повіт, Підкарпатське воєводство                       | 2015                 | Невідомі злочинці осквернили пам'ятний знак воякам УПА у с. Молодич. |          |
| 9        | Пам'ятник українця, мешканцям села Радруж, які загинули під час ІІ Світової війни та в післявоєнний час                       | с. Радруж, Ґміна Горинець-Здруй, Любачівський повіт, Підкарпатське воєводство                    | 2015                 | Невідомі злочинці пошкодили пам'ятний знак загиблим українцям у с. Радруж. |          |
| 10       | Пам'ятний знак воякам УПА, які загинули там у бою з НКВС                                                                      | с.Білосток, Ґміна Долгобичув, Грубешівський повіт, Люблінське воєводство                         | 2015                 | Невідомі злочинці осквернили пам'ятний знак воякам УПА. Пам'ятний знак являє собою арку з тризубом і написом «Слава героям», а за нею — кам'яний обеліск із написом «Полеглим борцям УПА за волю України 26 лютого 1946 року» з 41 прізвищами вояків та їхні псевдоніми. Внизу розміщений підпис: «Вдячні нащадки». |          |
| 11       | Пам'ятник жертвам комуністичних репресій                                                                                      | Гора Монастир біля с. Радруж, Ґміна Горинець-Здруй, Любачівський повіт, Підкарпатське воєводство | 2015                 | Невідомі злочинці частково знищили український пам'ятник жертвам комуністичних репресій на горі Монастир. |          |
| 2016 рік | |                                                                                                  |                      | |          |
| 12       | Пам'ятник українця, мешканцям села Молодич, які загинули під час ІІ Світової війни та в післявоєнний час                      | с. Молодич, Ґміна В'язівниця, Ярославський повіт, Підкарпатське воєводство                       | 5 березня 2016       | Невідомі злочинці знищили частину пам'ятника, що присвячений українській громаді села. |          |
| 13       | Військовий цвинтар у Пикуличах                                                                                                | с. Пикуличі, Ґміна Перемишль, Перемишльський повіт, Підкарпатське воєводство                     | 15 травня 2016       | Невідомими злочинцями здійснено наругу над могилами українського військового цвинтаря у Пикуличах. На один з надгробків прикріплено таблицю з текстом образливого змісту. |          |
| 14       | Пам'ятник на братській могилі вояків УПА                                                                                      | с. Верхрата, Ґміна Горинець-Здруй, Любачівський повіт, Підкарпатське воєводство                  | 9 жовтня 2016        | Вандали повністю знищили пам'ятник на братській могилі 13 вояків УПА, котрі поховані на цвинтарі села. Частина польської інтелігенції виступила із заявою «Волання з Верхрати», в якій зокрема просили пробачення і висловили незгоду з нищенням могил, цвинтарів, пам'ятників. На відео паплюження видно емблему профашистської організації «Obóz wielkiej Polski» (Табір великої Польщі), забороненої в Польщі у 1920—1930-х роках. Її ідеологом був відомий українофоб Роман Дмовський.        |          |
| 2017 рік | |                                                                                                  |                      | |          |
| 15       | Символічна могила вояків УПА                                                                                                  | с. Грушовичі, Ґміна Стубно, Ярославський повіт, Підкарпатське воєводство                         | 26 квітня 2017       | Символічна могила вояків УПА була зруйнована. Під час процесу руйнування пам'ятника на цвинтарі був присутній війт громади. Пам'ятник зруйнували з дозволу місцевої влади як «нелегально встановлений». Молодики, вбрані у чорні футболки із зображеною на них «антибандерівською» символікою, зняли з аркоподібного монумента металевий тризуб, а сам пам'ятник розібрали на фрагменти. |          |
| 2020 рік | |                                                                                                  |                      | |          |
| 16       | Пам'ятник на братській могилі вояків УПА                                                                                      | Гора Монастир біля с. Радруж, Ґміна Горинець-Здруй, Любачівський повіт, Підкарпатське воєводство | січень 2020          | Невідомі злочинці знищили таблицю з могили воїнів Української повстанської армії (УПА). |          |